# Prostitución en la República Centroafricana

Prostitución en África. En azul, el modelo abolicionista, al que pertenece la República Centroafricana. Este modelo legaliza la prostitución pero, no obstante, mantiene como ilegales las actividades organizadas como los burdeles y el proxenetismo.

La prostitución en la República Centroafricana es legal y habitual. El proxenetismo o lucrarse con la prostitución ajena es ilegal, al igual que obligar a las personas a prostituirse. El castigo es una multa y hasta un año de prisión, o 5 años si se trata de un menor.
La trata de personas y la prostitución infantil son un problema en el país. Un estudio publicado en 2017 reveló que alrededor de dos tercios de las prostitutas de la capital, Bangui, trabajaban a tiempo parcial para complementar sus ingresos o pagar las tasas escolares y universitarias. Algunas de las prostitutas a tiempo completo visitan hoteles, bares y clubes nocturnos en busca de clientes adinerados, especialmente hombres franceses. Se las conoce como "pupulenge" (libélulas) o "gba moundjou" (mira el blanco). A las que trabajan en los barrios más pobres se las conoce como "kata".
Según la misma encuesta, la edad de las prostitutas a tiempo completo oscilaba entre los 16 y los 30 años, y la mayoría (90 %) procedía de la República Centroafricana. Otras procedían del Congo, Chad y Camerún.

## Sida
Los preservativos en el país son escasos, al igual que en otros países subsaharianos. Como resultado, las infecciones por VIH y otras ETS son elevadas entre las trabajadoras sexuales del país. ONUSIDA estimó que en 2016, el 9,2 % de las trabajadoras sexuales del país estaban infectadas por el VIH. Otras fuentes sitúan la tasa de infección más alta.

## Prostitución infantil
La prostitución infantil es un problema en el país, y no hay leyes contra el estupro que protejan a los menores.
Algunas mujeres jóvenes y niñas entran en el comercio sin la participación de terceros para sobrevivir o para pagar las tasas escolares/universitarias. Otras se convierten en prostitutas o amantes de hombres ricos para ganar dinero para sus familias. También hay pruebas de explotación sexual comercial de niños, ya sea internamente o desde y hacia otros países de la zona.
En 2016, surgieron informes de abusos por parte del personal de mantenimiento de la paz de la ONU. Se denunció que miembros de las fuerzas de paz de Gabón, Marruecos, Burundi y Francia habían pagado por mantener relaciones sexuales con niñas de tan solo 13 años en un campamento para desplazados cerca de Bangui. Anteriormente, se había acusado a las fuerzas de mantenimiento de la paz de otros 22 casos de abusos o explotación sexual.

## Tráfico sexual
La República Centroafricana es un país de origen y destino de niños sometidos a trata de personas, incluida la prostitución forzosa. La mayoría de las víctimas infantiles son traficadas dentro del país, pero un número menor va y viene de Camerún, Chad, Nigeria, República del Congo, República Democrática del Congo y Sudán.
No existen leyes específicas en el país para abordar la trata de seres humanos, pero los traficantes pueden ser procesados en virtud de la legislación relativa a la prostitución, la esclavitud, la explotación sexual, las infracciones del código laboral y la edad escolar obligatoria.
En 2018, la Oficina de Vigilancia y Lucha contra la Trata de Personas del Departamento de Estado de los Estados Unidos elevó al país de "nivel 3" al "nivel 2".